# Stazione di Mergozzo
Stazione di Mergozzo vasútállomás Olaszországban, Mergozzo településen.

## Vasútvonalak
Az állomást az alábbi vasútvonalak érintik:
- Domodossola–Milánó-vasútvonal

## Kapcsolódó állomások
A vasútállomáshoz az alábbi állomások vannak a legközelebb:
- Stazione di Candoglia-Ornavasso (Stazione di Domodossola, Domodossola–Milánó-vasútvonal)
- Stazione di Verbania-Pallanza (Stazione di Milano Centrale, Domodossola–Milánó-vasútvonal)